# Аграновський Валерій Абрамович
Валерій Абрамович Аграновський (рос. Вале́рий Абра́мович Аграно́вский, нар. 2 серпня 1929, Сочі — пом. 11 листопада 2000, Москва) — російський радянський та російський журналіст, драматург, літературний критик, письменник-фантаст (учасник творчого колективу, відомого під колективним псевдонімом Павло Багряк).

## Біографія
Валерій Аграновський народився у Сочі в сім'ї відомого журналіста Абрама Аграновського. У 1937 році батьків Валерія репресували, а виправдали лише в 1942 році. У 1951 році Валерій Аграновський закінчив Московський юридичний інститут, після чого працював у газеті «Комсомольська правда», журналах «Огонёк», «Власть», а також викладав журналістику в низці учбових закладів. Помер Валерій Аграновський 11 листопада у Москві, похований на Введенському кладовищі неподалік могили свого батька.

## Літературна творчість
Літературну творчість Валерій Аграновський розпочав ще в 1948 році в журналі «Піонер». Валерій Аграновський є автором низки повістей, есе, нарисів та п'єс. Найбільш відомими його творами є есе про журналістику «Друга найдревніша. Бесіди про журналістику» (рос. Вторая древнейшая. Беседы о журналистике), цикл нарисів «Професія: іноземець» (рос. Профессия: иностранец), повість «Біла лілія» (рос. Белая лилия), п'єси «Нам — вісімнадцять!» та «Вічне питання». Валерію Аграновському присвоєно звання Заслужений працівник культури РРФСР.
У 60-80-х роках ХХ століття Валерій Аграновський був членом творчого колективу письменників і художника, який публікував науково-фантастичні твори під псевдоніном Павло Багряк. До цього колективу, крім Аграновського, входили Віктор Комаров, Ярослав Голованов, Володимир Губарєв, Дмитро Біленкін і художник Павло Бунін, який ілюстрував книги видані під цим псевдонімом. Цей творчий колектив створив романи «П'ять президентів» (який складається із чотирьох повістей «Хто?», «Перехрестя», «П'ять президентів», «Перевертень»), «Фірма пригод» та «Сині люди». Усі ці твори написані в жанрі науково-фантастичного детектива, та присвячені критиці тогочасного капіталістичного суспільства. Колектив також написав сценарій до фільму «Нові пригоди барона Мюнгаузена», проте він так і не був опублікований. Після смерті в 1987 році Дмитра Біленкіна колектив авторів розпався.

## Вибрана бібліографія
- Открытое письмо, 1961.
- Нам — восемнадцать…: Повесть-быль, 1963.
- Вечный вопрос, 1967.
- Где моё «интересно»?: Разговор начистоту и три истории, над которыми стоит задуматься, 1967.
- Вы и ваши знакомые, 1970.
- И хорошо, и быстро: Служба быта: она нужна всем, потому что делает нашу жизнь удобной и красивой, 1972.
- Взятие сто четвёртого: Повесть., 1976.
- Остановите Малахова!: Социально-педагогическая повесть, 1976.
- Ради единого слова: Журналист о журналистике, 1978.
- «Белая лилия»: Документальная повесть, 1979.
- Лица: Повести и очерки, 1982.
- Кто ищет… , 1988.
- Профессия: иностранец. 1989.
- Вечный вопрос: Сборник очерков.
- И хорошо, и быстро: Сборник очерков.
- «Вторая древнейшая». Беседы о журналистике.